# 埃尔基·米纳拉
埃尔基·米纳拉（芬蘭語：Erkki Miinala，1986年8月19日—），芬兰男子盲人门球运动员。他曾代表芬兰参加2008年、2012年和2016年夏季残疾人奥林匹克运动会盲人门球比赛，获得一枚金牌。